# Plebejus argyrotoxus
Plebejus argyrotoxus är en fjärilsart som beskrevs av Johann Andreas Benignus Bergsträsser 1779. Plebejus argyrotoxus ingår i släktet Plebejus och familjen juvelvingar. Inga underarter finns listade i Catalogue of Life.